# Leichter gesagt als getan
Leichter gesagt als getan (Originaltitel: Les choses qu’on dit, les choses qu’on fait, dt.: „Die Dinge, die wir sagen, die Dinge, die wir tun“, internationale Titel auch Love Affair(s) und The Things We Say, the Things We Do) ist ein französischer Spielfilm von Emmanuel Mouret aus dem Jahr 2020. Für das romantische Drama, das mehrere Liebesgeschichten mit Ellipsen und Rückblenden kombiniert, stand die Theorie des mimetischen Begehrens des französischen Philosophen René Girard (1923–2015) Pate.
Die Uraufführung des Films war ursprünglich im Mai 2020 bei den 73. Internationalen Filmfestspielen von Cannes geplant, die aber aufgrund der COVID-19-Pandemie abgesagt werden mussten. Daraufhin wurde der Film am 2. September 2020 im Rahmen der Semaine de la Comédie UGC uraufgeführt. Der reguläre Kinostart in Frankreich fand am 16. September 2020 statt.
Die deutschsprachige Erstausstrahlung erfolgte am 9. November 2022 auf arte.

## Handlung
Daphné verbringt mit ihrem Lebensgefährten François einen Urlaub auf dem Land in der Nähe von Avignon. Sie ist im dritten Monat schwanger. François hat seinen Cousin Maxime, der als Übersetzer in Paris arbeitet, eingeladen. Weil er aber auf der Pariser Baustelle einen verunfallten Kollegen überraschend vertreten muss (er ist Bauingenieur), ist Daphné gezwungen, Maxime nun alleine willkommen zu heißen. Sie ist ihm vorher nie begegnet. Aber beide sind sich sympathisch und haben Vertrauen zueinander. Das geht so weit, dass sie sich ihre intimen Liebesgeschichten erzählen.
Maxime träumt vom Schreiben von Romanen, aber scheut vom Beginnen zurück, weil er zu hohe Erwartungen an sich stellt. Er erzählt von Victoire, die ihn unwiderstehlich fand. Aber nach einer kurzen intimen Beziehung, verkündete, dass sie verheiratet ist und mit ihrem Mann nach Japan geht. Auf der Abschiedsparty stellte sie Maxime ihre Schwester Sandra vor. Sandra war überraschend eine Jugendliebe von Maxime. Die Liebe scheiterte, weil Sandra sie abbrach, ehe sie richtig begann. Sandra hatte die Fortsetzung von Zufälligkeiten abhängig gemacht, die nicht eintrafen. Überhaupt will Sandra keine langweiligen Liebesbeziehungen, so etwas wie Übereinstimmung der Interessen. Es muss etwas Besonderes sein. Maximes Wohnungsgenosse Gaspard widersprach Sandra. Sie stritten. Am Ende küssten sie sich zum Befremden von Maxime, der entgegen seinen Behauptungen noch lange nicht fertig war mit Sandra. Als Sandra und Gaspard in das große Haus von Sandras Tante zogen, luden sie Maxime ein, mit ihnen zu wohnen. Er ließ sich überreden. Bald endete die Beziehung Sandra und Gaspard in Streit. Gaspard zog in eine neue Beziehung aus. Maxime trat seine Stelle bei Sandra an. Doch Sandras Interesse an Maxime hielt nicht an. Sie nahm wieder eine Beziehung zu Gaspard auf, wollte aber Maxime nicht verlieren. Als Maxime von Gaspard erfuhr, dass er und Sandra sich heimlich trafen, verließ Maxime Sandra und die Wohnung.
Daphné erzählt wie sie François kennenlernte. Es war keine Liebe. Sie erhörte ihn, mehr aus Mitleid und für die Bewältigung ihres Frustes, weil sie von dem älteren Dokumentarfilmer, für den sie als Cutterin arbeitete und den sie sehr bewunderte, nicht der Liebe gewürdigt wurde. Es störte sie schon, dass er mit Louise verheiratet war und eine Tochter hatte. Aber immer mehr lernte sie ihn lieben, vermisste ihn, wenn er nicht da war. Dann kam die Lösung. Louise hatte auch ein Verhältnis und wollte die Trennung. Die beiden Paare feierten gar ein Trennungsfest.
Durch das Erzählen ihrer intimsten Erlebnisse kommen sich Daphné und Maxime in den vier Tagen von François’ Abwesenheit auf ihren Ausflügen näher. Dann begegnen sie zufällig Victoire. Sie hat sich von ihrem Mann in Japan getrennt, ist auch im dritten Monat schwanger und lebt hier bei ihrer Mutter. Dass Maxime sie bei ihrer Mutter besucht, gar über Nacht bleibt, lässt Daphné nicht kalt. Inzwischen erfährt François in Paris zufällig, dass Louise das andere Verhältnis zu einem anderen Mann nur vorgespielt hat. Die gelassene, ja fröhliche Trennungsfeier war inszeniert. François fährt zu ihr aufs Land. Er erfährt, dass Louise von seinem Verhältnis zu Daphné erfahren und schwer gelitten hatte. Aber sie fand, dass man demjenigen Partner, den man liebt, doch eher zu seinem Glück verhelfen sollte, als ihn durch einen Rachefeldzug zu verderben. François ist von der Größe seiner Frau beeindruckt. Er liebt, begehrt seine Frau von neuem. Sie haben eine wunderschöne Liebesnacht.
Nun kommt er total verwirrt zu Daphné und Maxime zurück, die inzwischen eine Liebesbeziehung haben. Sie können sich gerade noch vor Entdeckung schützen als François überraschend früh am Morgen ankommt. François gesteht Maxime seine Liebesverwirrung, aber beschließt, einfach den nun angefangenen Weg mit Daphné fortzusetzen, obwohl er sich seiner Gefühle nicht mehr sicher ist. Maxime gelingt es nicht, sich zu Daphné zu bekennen. Er reist ab. Beim Abschied wird der Zuschauer für kurze Momente in dem Glauben gelassen, dass es wenigstens Daphné schafft, ihrem Gefühl zu folgen und mit Maxime gemeinsam abzureisen. Aber sie bleibt.
In einem Epilog Monate später sieht Daphné überraschend Maxime beim Weihnachtbaumeinkauf in Paris. Für Sekunden schwankt sie. Doch dann sieht sie, dass er mit der ebenfalls schwangeren Victoire zusammen ist. So wendet sie sich wieder ihrem wenigstens amüsanten François zu.

## Entstehungsgeschichte

### Titel und Drehbuch

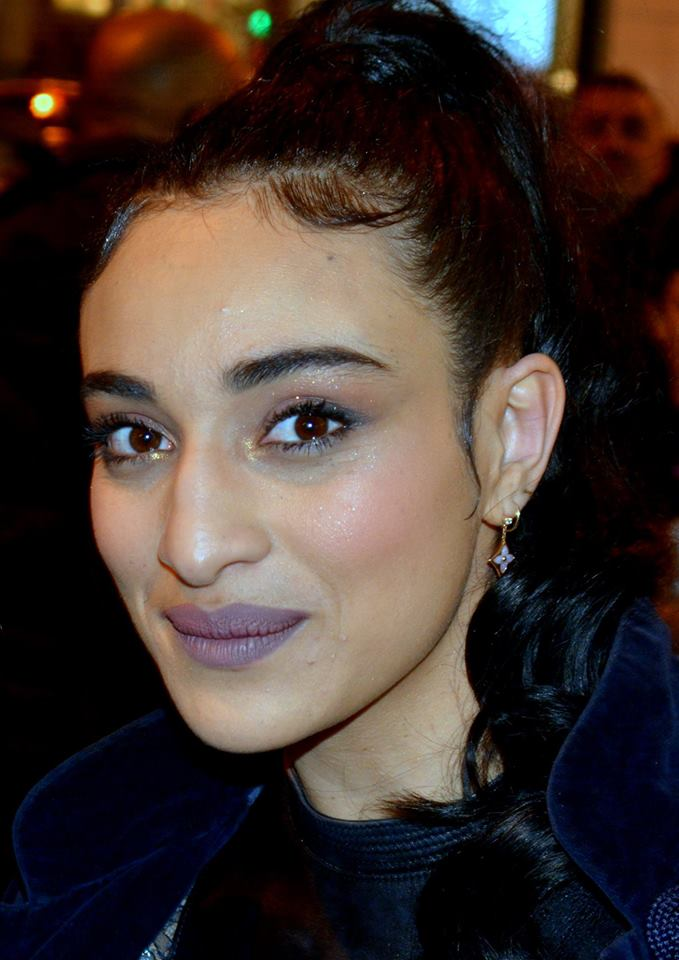
Camélia Jordana übernahm die Rolle der Daphné.

Leichter gesagt als getan ist der zehnte Spielfilm von Emmanuel Mouret, für den er auch das Drehbuch verfasste. Der französische Titel ist laut dem Regisseur leicht ironisch gemeint. Der Film war laut Mouret als „Ode der Unbeständigkeit“ konzipiert. Dabei habe er sich nicht viel für das Thema Psychologie interessiert. „Die Tugend des Kinos ist es, die Welt in ihrer Komplexität und die Figuren in ihren Widersprüchen zu beobachten“, so Mouret. Er hatte ein „gefühlsbetontes Fresko“ im Sinn. Für das Drehbuch griff er auf eine trichterförmige Struktur zurück, in der sich verschiedene Geschichten, leichte sowie ernste, plötzlich zu einer verdichten. Als Anhänger der Idee des mimetischen Verlangens, begründet von dem Franzosen René Girard (1923–2015), habe Mouret beim Verfassen des Skripts diese Theorie nicht explizit im Sinn gehabt. Die weibliche Hauptfigur der Daphné, die zwei gegensätzliche Dinge begehre, habe sich aber nach ihr entfaltet. Der im Film darüber referierende Philosoph (dargestellt von Claude Pommereau) sei aber laut Mouret ein „falscher Philosoph“, der mit seinen Äußerungen die Handlung nur vorantreibe.
Mouret sei im Kino vor allem berührt von Figuren, die sich zurückhalten, da deren innerer Konflikt für mehr Gewalt sorge. Menschen seien soziale Wesen, die Triebe haben und durch die Regeln des Zusammenlebens gefangen seien. In einem Interview zum Film zog er einen Vergleich zum Mafiafilm – „Der eigentliche Konflikt ist nicht die Gewalt von Menschen, die in alle Richtungen schießen, sondern der innere Konflikt der Pflicht, wenn jemand zum Beispiel einen Freund töten muss. Meine Charaktere versuchen aufrecht zu bleiben, erleben aber Wünsche und Leidenschaften, die sie quälen“, so Mouret. Außer Gaspard (Guillaume Gouix) und Sandra (Jenna Thiam) lehnen alle anderen Figuren in Leichter gesagt als getan offene Konfrontationen und direkte Konflikte ab. Laut Mouret mache eine interessante Geschichte aus, dass zwei interessante, unvereinbare Wünsche existierten. In diesem Film das Begehren Daphnés nach Maxime und gleichzeitig ihr Wunsch danach, jemand Gutes zu sein.

### Casting und Dreharbeiten
Im Gegensatz zu früheren Filmen treten Hauptdarstellerin Camélia Jordana als Daphné und Vincent Macaigne als ihr Lebensgefährte François absichtlich viel zurückhaltender auf. Mouret kannte Jordana vor der Zusammenarbeit an Leichter gesagt als getan kaum, ehe er sie bei Probeaufnahmen für einen anderen Film entdeckte und sich nach eigenen Angaben auf den ersten Blick in sie „verliebte“. Noch vor ihrem ersten Zusammentreffen habe sie die Absichten des Regisseurs schnell verstanden. Mouret verpflichtete sie als erste Schauspielerin und besetzte das übrige Ensemble um sie herum. Er gab an, er habe ein großes Vergnügen gehabt, Jordana bei den Dreharbeiten spielen zu sehen, da ihr natürliches Temperament nicht dem ihrer Figur entspreche. Dagegen kannte der Regisseur Vincent Macaigne bereits ein wenig, fand ihn aber am Anfang etwas zu jung für die Rolle des François. Auch war er von der fantasievollen Art des Schauspielers leicht erschreckt. Nach den ersten Proben habe Mouret aber gewusst, dass Macaigne die richtige Wahl war und zeigte sich begeistert über dessen nüchternes und zärtliches Spiel.
Auch bei Niels Schneider hatte Mouret am Anfang Bedenken, ihn für die Rolle des schüchternen und zurückhaltenden Maxime zu verpflichten. Der Regisseur war verunsichert über Schneiders gutes Aussehen sowie seine Präsenz und sein Selbstvertrauen im Auftreten. Doch der Schauspieler habe ihn bereits bei der ersten Lesung überzeugt. Schneider habe Mouret später gestanden, dass die Schüchternheit und Zurückhaltung von Maxime eher seinem natürlichen Temperament entsprächen.

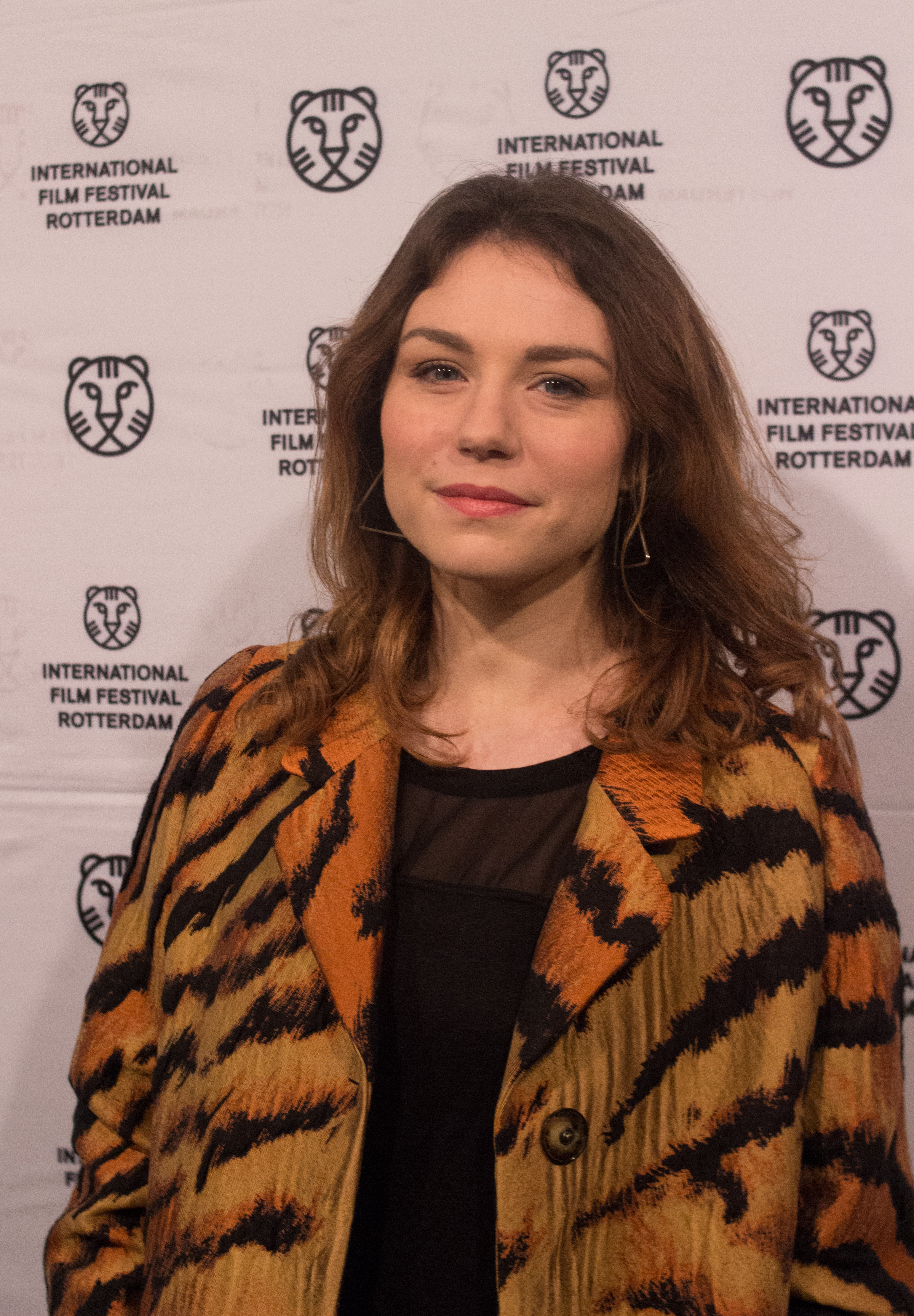
Émilie Dequenne spielt die Louise.

Erneut taucht bei Mouret das Rache-Motiv bei einer vernachlässigten, aber gerissenen Frau auf, was an die Figur der Madame de la Pommeraye (dargestellt von Cécile de France) in seinem letzten Film Der Preis der Versuchung (2018) erinnert. Mouret bezeichnete die von Émilie Dequenne dargestellte Louise als faszinierende Figur, an die er auch nach den Dreharbeiten habe denken müssen. Er habe schon lange mit Dequenne arbeiten wollen und rühmte ihr Spiel als „erstaunlich“.
Im Gegensatz zu früheren Regiearbeiten verzichtete Mouret darauf, parallel als Schauspieler vor die Kamera zu treten. Eigenen Angaben zufolge habe er per se nie den Wunsch gehabt, in seinen Filmen mitzuwirken. Der Vorschlag sei stets von seinem Produzenten Frédéric Niedermayer gekommen. Bei Leichter gesagt als getan habe Mouret Darsteller zusammengebracht, mit denen er arbeiten wollte, ohne sich selbst im Ensemble zu sehen. Einzig die Rolle des François wäre vom Alter her in Frage gekommen. Mourets Interesse bestand aber darin, vier Hauptfiguren gleichmäßig zu entwickeln. Eine von ihnen zu spielen, hätte das Vorhaben aus dem Gleichgewicht gebracht. Er vertritt die gleiche Meinung wie Jean Renoir, wonach das Casting 80 Prozent der „Schauspielrichtung“ ausmache. Nach der Verpflichtung der Schauspieler gab Mouret eigenem Bekunden zufolge nicht mehr viele Anweisungen bei den Dreharbeiten. Für den Film verwendete er überwiegend Plansequenzen.

### Musikauswahl
Für Leichter gesagt als getan verwendete Mouret überwiegend verschiedene klassische Stücke u. a. von Frédéric Chopin, Claude Debussy, Enrique Granados, Joseph Haydn, Wolfgang Amadeus Mozart, Jacques Offenbach, Giacomo Puccini, Erik Satie, Franz Schubert, Pjotr Tschaikowski und Antonio Vivaldi. Er griff aber auch auf Stücke von Komponisten wie Aram Chatschaturjan, Samuel Barber, Cecil Milner, Giovanni Mirabassi, Martín Perna und Francis Poulenc zurück. Mouret war der Meinung, extra für den Film komponierte Originalmusik hätte Schwierigkeiten gehabt, mit der Vielfalt der Figuren Schritt zu halten. Die Musikauswahl bezeichnete er als „sentimentales Voiceover“ und die verschiedenen Musikrichtungen würden in seinem Film koexistieren, um den Zuschauer die „Vielfalt der Gefühle“ spüren zu lassen.

## Rezeption
Auf der Website Allociné erhielt Leichter gesagt als getan seinerzeit eine Presse-Bewertung von 4,3 von 5 Sternen, basierend auf über 30 französischsprachigen Kritiken.
Eric Neuhoff (Le Figaro) lobte Regisseur Mourets Film als eine „Intarsie der Gefühle“ und zog Vergleiche zu Woody Allen, Roland Barthes, Philippe de Broca, Michel Deville, Éric Rohmer, Françoise Sagan und Pascal Thomas. In Leichter gesagt als getan habe der Erzählrhythmus der Geschichten „etwas musikalisches“, nicht nur durch Filmmusik, die sich klassischer Stücke bediene. Auch lobte Neuhoff das Schauspielensemble, insbesondere die Schüchternheit und Sinnlichkeit von Hauptdarstellerin Camélia Jordana, die Emotionalität und Zerbrechlichkeit von Vincent Macaigne sowie Émilie Dequenne, die in der Rolle der Louise überrasche.
Mathieu Macheret (Le Monde) rezensierte den Film durch seine miteinander verwobenen Geschichten als „theoretisches Vergnügen“, der dem Zuschauer „ein einzigartiges Vergnügen“ bereite. Nach Laura Tuillier (Libération) nutze Mouret Ellipsen und Rückblenden, um eine „subtile literarische Erzählung um die Dynamik des Begehrens“ zu verweben. Einzig negativ äußerte sich Renaud Baronian (Le Parisien) über den Film. Zwar zeigten Émilie Dequenne und Camélia Jordana bemerkenswerte Schauspielleistungen, doch bewahre das Leichter gesagt als getan nicht vor Langeweile und Realitätsferne.
Die Redaktion der französischen Filmzeitschrift Cahiers du cinéma wählte Leichter gesagt als getan auf Platz fünf der besten zehn Filme des Jahres 2020 und damit auch zur besten französischen Produktion. In der gleichzeitigen Leserumfrage erreichte der Film den zweiten Platz, hinter dem amerikanischen Film Der schwarze Diamant.

## Auszeichnungen
Leichter gesagt als getan wurde 2020/21 für über 20 Film- bzw. Festivalpreise nominiert und gewann den Prix Lumière in der Kategorie Bester Film sowie den César für die beste Nebendarstellerin (Émilie Dequenne). Mit 13 regulären César-Nominierungen (exkl. dem Spezialpreis César des lycéens) egalisierte der Film 2021 den Rekord von Cyrano von Bergerac (1991) und Camille – Verliebt nochmal! (2013), konnte sich aber in den Hauptkategorien nicht gegen die Tragikomödie Was dein Herz dir sagt – Adieu ihr Idioten! durchsetzen.
| Filmpreis (Auswahl) | Kategorie                   | Preisträger/ Nominierte                           | Resultat  |
| ------------------- | --------------------------- | ------------------------------------------------- | --------- |
| César 2021          | Bester Film                 | Frédéric Niedermayer, Emmanuel Mouret             | Nominiert |
| César 2021          | Beste Regie                 | Emmanuel Mouret                                   | Nominiert |
| César 2021          | Beste Hauptdarstellerin     | Camélia Jordana                                   | Nominiert |
| César 2021          | Bester Hauptdarsteller      | Niels Schneider                                   | Nominiert |
| César 2021          | Beste Nebendarstellerin     | Émilie Dequenne                                   | Gewonnen  |
| César 2021          | Bester Nebendarsteller      | Vincent Macaigne                                  | Nominiert |
| César 2021          | Beste Nachwuchsdarstellerin | Julia Piaton                                      | Nominiert |
| César 2021          | Bestes Originaldrehbuch     | Emmanuel Mouret                                   | Nominiert |
| César 2021          | Bestes Szenenbild           | David Faivre                                      | Nominiert |
| César 2021          | Beste Kostüme               | Hélène Davoudian                                  | Nominiert |
| César 2021          | Beste Kamera                | Laurent Desmet                                    | Nominiert |
| César 2021          | Bester Schnitt              | Martial Salomon                                   | Nominiert |
| César 2021          | Bester Ton                  | Maxime Gavaudan, François Mereu, Jean-Paul Hurier | Nominiert |
| César 2021          | César des lycéens           | Emmanuel Mouret                                   | Nominiert |
| Prix Lumières 2021  | Bester Film                 | Frédéric Niedermayer, Emmanuel Mouret             | Gewonnen  |
| Prix Lumières 2021  | Beste Regie                 | Emmanuel Mouret                                   | Nominiert |
| Prix Lumières 2021  | Beste Darstellerin          | Camélia Jordana                                   | Nominiert |
| Prix Lumières 2021  | Bestes Drehbuch             | Emmanuel Mouret                                   | Nominiert |
| Prix Lumières 2021  | Beste Kamera                | Laurent Desmet                                    | Nominiert |